# Chivalry of a Failed Knight
Chivalry of a Failed Knight (落第騎士の英雄譚, Rakudai kishi no kyabarurii) est une série de light novels écrite par Riku Misora et dessinée par Won, publiée depuis juillet 2013 par SB Creative. Une adaptation en manga par Megumi Soramichi est publiée depuis 2014 par Square Enix. Une adaptation en anime produite par les studios Silver Link et Nexus est diffusée entre octobre et décembre 2015 sur AT-X au Japon et en simulcast sur J-One et Anime Digital Network dans les pays francophones.

## Synopsis
Au sein de l’académie japonaise Hagune, les élèves sont répertoriés et classés selon leur aptitude au combat ainsi que leur niveau d’escrime. Kurogane Ikki est un chevalier-mage novice ne jouissant d’aucun talent particulier. Il est en outre un élève parmi les plus puissants de l’académie, malheureusement le système de notation de permet pas d'évaluer son véritable talent : arriver à observer décomposer et reproduire à la perfection une technique. Bien qu’il soit issu d’un illustre clan dont la réputation n’est plus à faire. Malgré ses mauvaises notes et son faible rang, notre héros n’a jamais renoncé à ses rêves et espère bien un jour siéger sur la plus haute marche du podium des chevaliers-mages. La vie d’Ikki bascule du tout ou tout lorsqu’il est affecté a la même chambre que Stella Vermillon, une princesse dirigeant un modeste royaume situé en Europe. Belle, talentueuse et sérieuse, Stella est tout le contraire d’Ikki : elle est née avec un talent inné (c'est ce que tout le monde pense au début, on apprend plus tard qu'elle s'est énormément entrainée pour atteindre ce niveau. Le fait que quelqu'un dise qu'elle à un talent inné et n'a jamais eu à s'entrainer la rend furieuse.) et nul ne peut l’égaler au combat. Qui plus est, elle est classée dans les meilleurs élèves de l’académie. En la personne de Stella, notre héros trouvera tout d’abord une rivale mais également une alliée, une partenaire de choc qui visiblement le poussera à se surpasser au plus haut niveau. Déterminés à remporter le tournoi réunissant les sept académies de magie les plus prestigieuses du pays, Ikki et Stella vont dès lors s’entrainer rigoureusement afin d’être sélectionnés. Seront-ils en mesure d’atteindre leur objectif ?

## Personnages
Ikki Kurogane (黒鉄 一輝, Kurogane Ikki)
Voix japonaise : Ryōta Ōsaka
Stella Vermillion (ステラ・ヴァーミリオン, Sutera Vāmirion)
Voix japonaise : Shizuka Ishigami
Shizuku Kurogane (黒鉄 珠雫, Kurogane Shizuku)
Voix japonaise : Nao Tōyama
Nagi Arisuin (有栖院 凪, Arisuin Nagi)
Voix japonaise : Shintarō Asanuma
Ayase Ayatsuji (綾辻 絢瀬, Ayatsuji Ayase)
Voix japonaise : Yū Kobayashi
Tōka Tōdō (東堂 刀華, Tōdō Tōka)
Voix japonaise : Hisako Kanemoto
Kurono Shinguuji (新宮寺 黒乃, Shingūji Kurono)
Voix japonaise : Mariko Higashiuchi
Kagami Kusakabe (日下部加々美, Kusakabe Kagami)
Voix japonaise : Yūka Aisaka
Nene Saikyō (西京 寧音, Saikyō Nene)
Voix japonaise : Yuka Iguchi
Yuri Oriki (折木有里, Oriki Yuri)
Voix japonaise : Izumi Kitta
Renren Tomaru (兎丸恋々, Tomaru Renren)
Voix japonaise : Mao Ichimichi
Utakata Misogi (禊祓泡沫, Misogi Utakata)
Voix japonaise : Megumi Han
Kanata Totokubara (貴徳原 カナタ, Totokubara Kanata)
Ikazuchi Saijō (砕城雷, Saijō Ikazuchi)
Shizuya Kirihara (桐原静矢, Kirihara Shizuya)
Voix japonaise : Yoshitsugu Matsuoka
Kuraudo Kurashiki (倉敷蔵人, Kurashiki Kuraudo)
Voix japonaise : Yoshimasa Hosoya
Ryōma Kurogane (黒鉄王馬, Kurogane Ryōma)
Voix japonaise : Kinryū Arimoto
Itsuki Kurogane (黒鉄巌, Kurogane Itsuki)
Ōma Kurogane (黒鉄王馬, Kurogane Ōma)
Edelweiss (エーデルワイス, Ēderuwaisu)
Yudai Moroboshi (諸星雄大, Moroboshi Yudai)

## Light novel
La série de light novels est écrite par Riku Misora et illustrée par Won. Le premier tome est publié par SB Creative le 13 juillet 2013 et dix-neuf tomes sont commercialisés au 15 décembre 2023.

## Manga
L'adaptation en manga est écrite par Megumi Soramichi est prépubliée depuis avril 2014 dans le magazine Gangan Online. Le premier volume relié est publié par Square Enix le 12 décembre 2014, et trois tomes sont commercialisés au 13 mai 2015.

## Anime
L'adaptation en anime est annoncée en mars 2015. Celle-ci est réalisée au sein des studios Silver Link et Nexus par Shin Ōnuma et Jin Tamamura, sur un scénario de Shogo Yasukawa et des compositions de Kōtarō Nakagawa. La série est diffusée à partir du 3 octobre 2015 sur AT-X au Japon et en simulcast sur J-One et Anime Digital Network dans les pays francophones,.

### Liste des épisodes
| No | Titre en français                           | Titre original                                   | Date de 1re diffusion |
| -- | ------------------------------------------- | ------------------------------------------------ | --------------------- |
| 1  | Le plus nul des chevaliers I                | 落第騎士 I Rakudai kishi Wan                     | 3 octobre 2015        |
| 2  | Le plus nul des chevaliers II               | 落第騎士 II Rakudai kishi Tsū                    | 10 octobre 2015       |
| 3  | Le plus nul des chevaliers III              | 落第騎士 III Rakudai kishi Surī                  | 17 octobre 2015       |
| 4  | Le plus nul des chevaliers IV               | 落第騎士 IV Rakudai kishi Fō                     | 24 octobre 2015       |
| 5  | L’expérience de la princesse                | 皇女の体験 Kōjo no taiken                        | 31 octobre 2015       |
| 6  | L'Assassin des escrimeurs I                 | 剣士殺し I Kenshi koroshi Wan                    | 7 novembre 2015       |
| 7  | L'Assassin des escrimeurs II                | 剣士殺し II Kenshi koroshi Tsū                   | 14 novembre 2015      |
| 8  | L'Assassin des escrimeurs III               | 剣士殺し III Kenshi koroshi Surī                 | 21 novembre 2015      |
| 9  | Les Vacances de la princesse                | 皇女の休日 Kōjo no kyūjitsu                      | 28 novembre 2015      |
| 10 | La Sorcière du fond des mers contre Raikiri | 深海の魔女VS雷切 Shinkai no majo VS kaminarikiri | 5 décembre 2015       |
| 11 | Le Champion sans titre I                    | 無冠の剣士 I Mukan no kenshi Wan                 | 12 décembre 2015      |
| 12 | Le Champion sans titre II                   | 無冠の剣士 II Mukan no kenshi Tsū                | 19 décembre 2015      |